# Барнс, Томас Уилсон
Томас Уилсон Барнс (англ. Thomas Wilson Barnes, 1825, Великобритания — 1874, там же) — один из ведущих британских шахматистов середины XIX века. Входил в число лучших шахматистов Европы.
Шотландец по происхождению Т. Барнс был одним из ведущих британских шахматистов на момент визита в Великобританию Пола Морфи в 1858 году и имел лучший баланс встреч с Морфи среди всех шахматистов, выиграв восемь игр при девятнадцати проигранных.
В том же году Пол Морфи в Лондоне, в паре с Томасом Барнсом сыграл против Говарда Стаунтона и Джона Оуэна две консультативные партии. Пол Морфи и Томас Барнс одержали победу со счётом 2:0.
Известен тем, что один из вариантов дебютной испанской партии, называют защитой Барнса (1. e4 e5 2.Кf3 Кс6 3.Сb5 g6) (известной также как Защита Смыслова). Он также автор дебюта 1.f3.
По данным Chessmetrics, наивысший рейтинг Барнса был в январе 1860 года, когда шахматист занимал 9-е место в мире.
Страдая от избыточного веса, Томас Барнс решил пройти курс лечебного похудения, в результате которого потерял почти 60 кг за 10 месяцев, что стало для него роковым.